# Śluzowoszczka podlaska
Śluzowoszczka podlaska (Tulasnella eichleriana Bres.) – gatunek grzybów z rodziny śluzowoszczkowatych (Tulasnellaceae).

## Systematyka i nazewnictwo
Pozycja w klasyfikacji według Index Fungorum: Tulasnella, Tulasnellaceae, Cantharellales, Incertae sedis, Agaricomycetes, Agaricomycotina, Basidiomycota, Fungi.
Po raz pierwszy takson ten opisał w 1903 r. Giacomo Bresàdola na drewnie cisa (Taxus) i sosny (Pinus) w Anglii. W nazwie gatunkowej upamiętnił polskiego botanika Bogumira Eichlera.
Synonimy:
- Tulasnella eichleriana var. lilaceocinerea Bourdot & Donk 1930
- Tulasnella lactea Bourdot & Galzin 1924
- Tulasnella microspora Wakef. & A. Pearson 1923
- Tulasnella obscura Bourdot & Galzin 1924[2].

Nazwę polską zaproponował Władysław Wojewoda w 2003 r.

## Morfologia
Grzyb nadrzewny o rozpostartych owocnikach. Charakteryzuje się strzępkami bez sprzążek i małymi, niemal kulistymi lub elipsoidalnymi zarodnikami, których średnica nigdy nie przekracza 3,5 μm szerokości.

## Występowanie
Podano występowanie śluzowoszczki podlaskiej głównie w Europie, poza nią na nielicznych miejscach w Ameryce Północnej i Azji. W Europie znana jest w co najmniej 15 krajach. W Polsce do 2003 r. W. Wojewoda przytoczył 5 stanowisk. Według niego częstość występowania i stopień zagrożenia tego gatunku w Polsce nie są dokładnie znane. Liczne nowe stanowiska tego gatunku podał Marcin Piątek w 2004 r. Według niego T. eichleriana jest najczęściej w Polsce występującym gatunkiem rodzaju Tulasnella.
Występuje w lasach mieszanych i buczynach na martwym drewnie drzew iglastych i liściastych. W Polsce notowana na drewnie brzozy brodawkowatej, buka pospolitego i świerka pospolitego od czerwca do listopada.